# Wild Flowers Worth Knowing
Wild Flowers Worth Knowing es un libro publicado en 1917 y 1922 por Neltje Blanchan y que comprende la mayoría las especies de Norteamérica con gran cantidad de plantas cosmopolitas. El libro fue publicado por el Project Gutenberg Literary Archive Foundation en 2005.